# Nègo chin
 (juin 2023).
Si vous disposez d'ouvrages ou d'articles de référence ou si vous connaissez des sites web de qualité traitant du thème abordé ici, merci de compléter l'article en donnant les références utiles à sa vérifiabilité et en les liant à la section « Notes et références ».

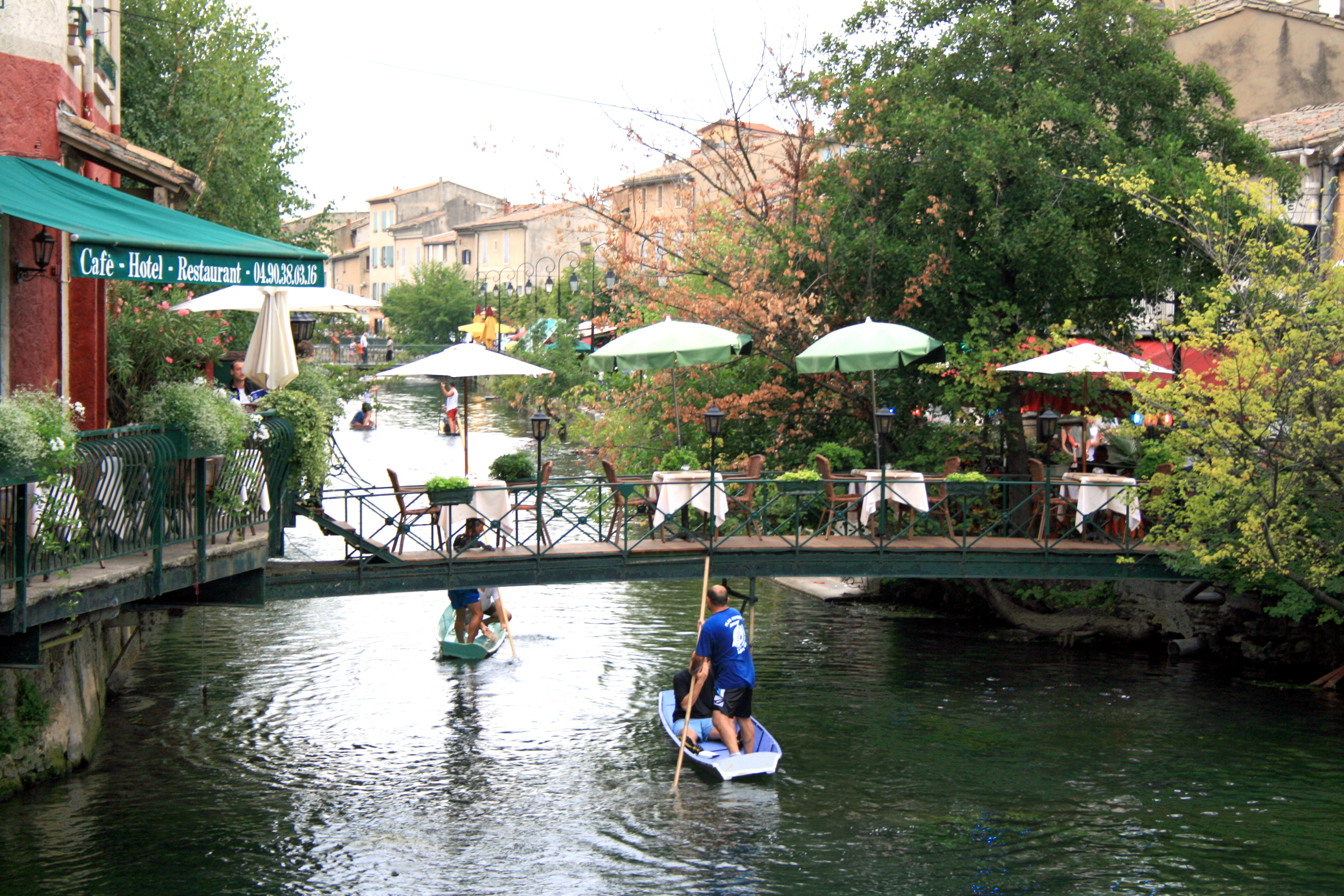
Nègo-chin à L'Isle-sur-la-Sorgue

Un Nègo Chin est un type de petit bateau à fond plat utilisé principalement par les pêcheurs sur les rivières du sud-est de la France. C’est une embarcation légère, rapide et maniable.

## Étymologie
Du Provençal, nègo signifie noyer et chin, chien, cette appellation fait référence au caractère peu stable de l’embarcation.

## Description

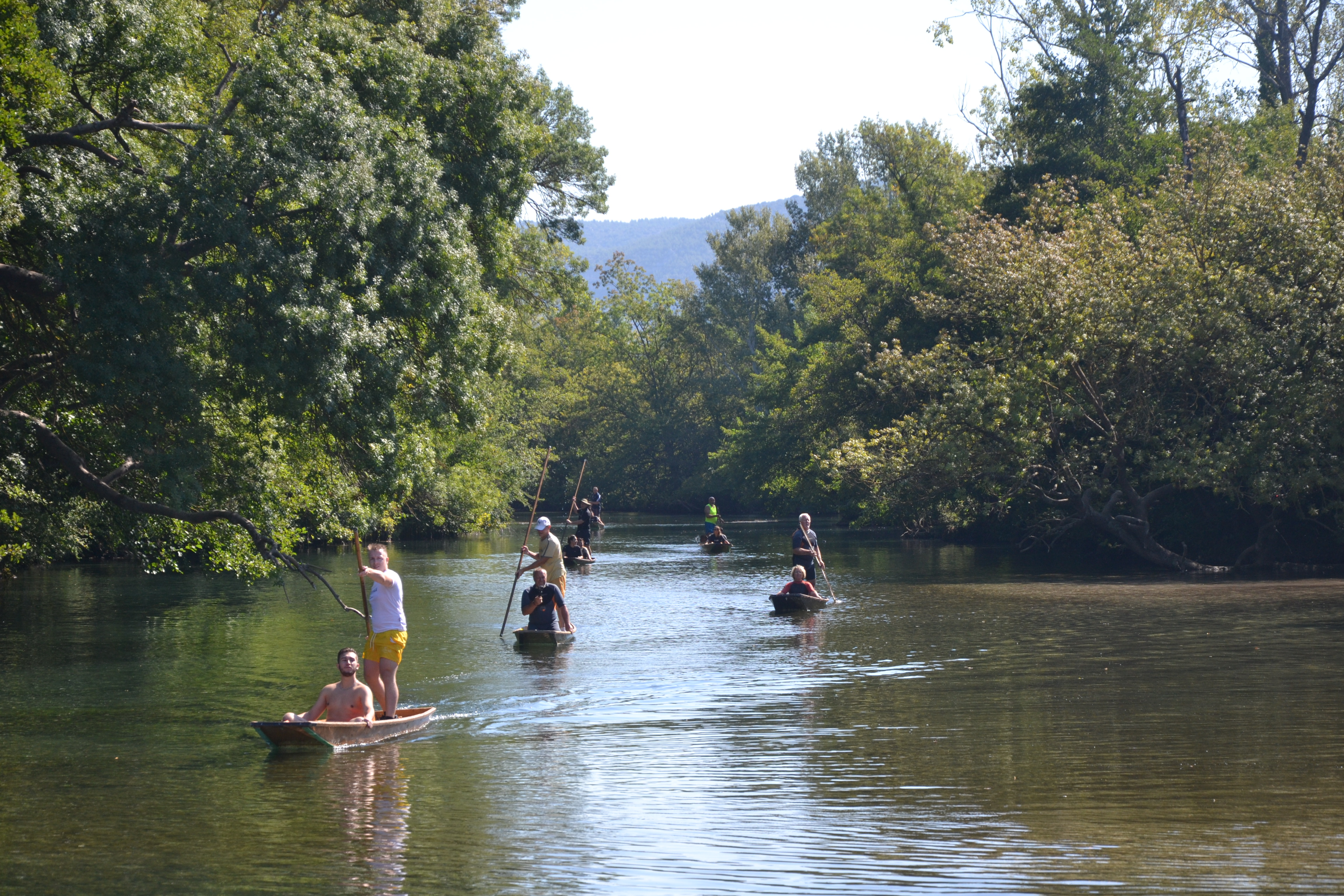
à L'Isle sur la Sorgue au Partage des eaux

Il est généralement composé d’un fond de trois planches et d’une planche pour chaque côté. Il est manœuvré à l’aide d’un long bâton appelé partego, en général en noisetier ou saule rouge, dont la pointe est ferrée. A la proue du nègo chin se trouve un tuerto, trou par lequel les utilisateurs plantent la perche au fond pour immobiliser l’embarcation.

## Tourisme

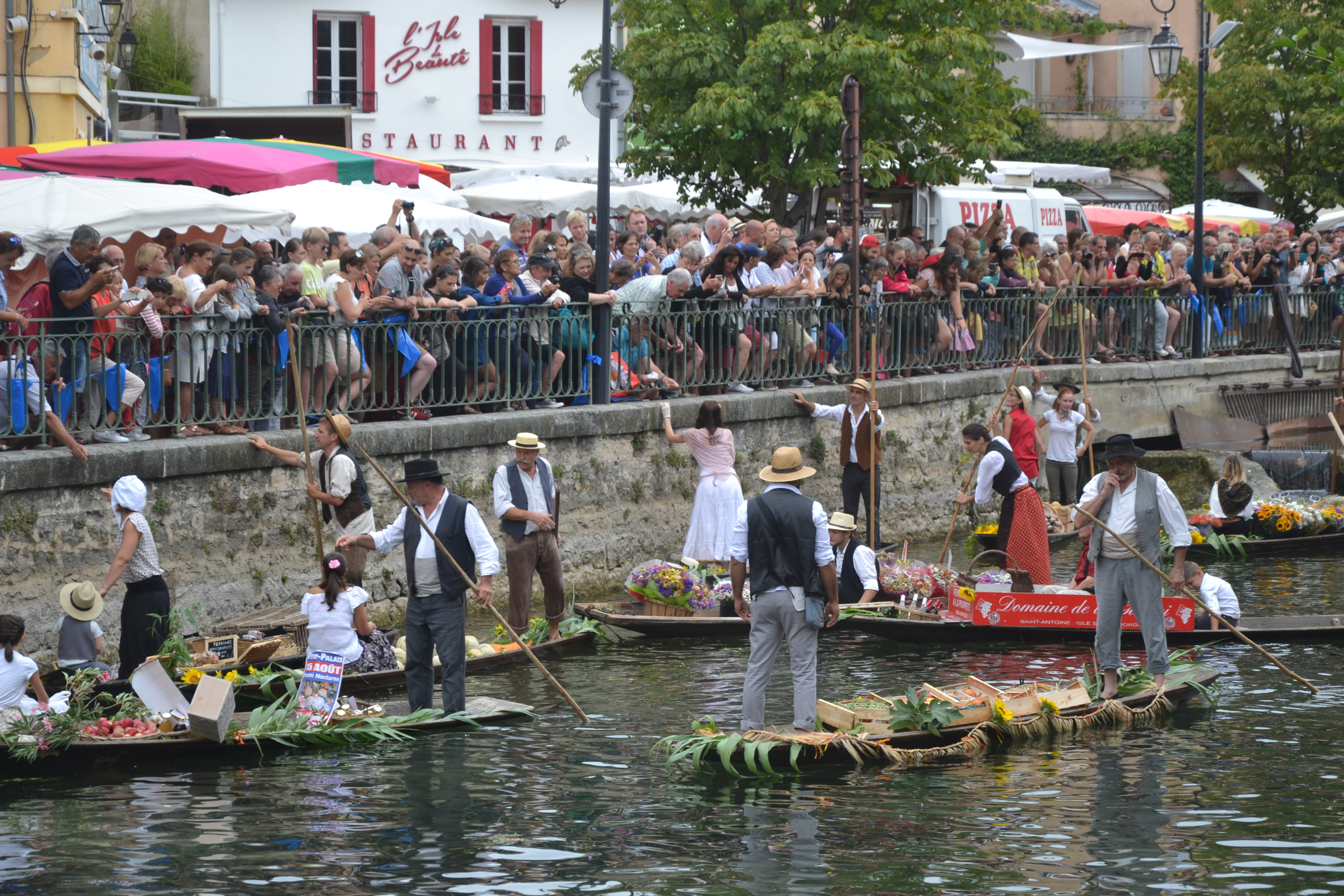
Marché flottant à L'Isle sur la Sorgue, sur des Négo-chins. Les vendeurs sont habillés en costume provencal.

Anciennement utilisés par les pêcheurs, les nègo chin n’ont plus aujourd’hui qu’une fonction touristique et pittoresque.
Un grand marché flottant se déroule chaque année à L'Isle-sur-la-Sorgue, à présent au début de l'été. À cette occasion, les marchands prennent place dans les nègo chin. De nombreux touristes viennent en ville pour voir cette attraction.
À la fin du marché flottant, les nègo chin se réunissent et tous les participants chantent la Coupo Santo.
Chaque troisième dimanche de Juillet, la confrérie des « Pescaïre Lilen » fait également une démonstration de pêche. Lors de cette manifestation, ils utilisent les anciens instruments de pêche, aujourd’hui interdits. Le poisson pêché est ensuite béni par le curé.

## Sport
Le championnat du monde de Nègo chin s'est déroulé à Morières en 2007 et à Fontaine-de-Vaucluse le 29 juin 2008.